# Bambukrypare
Bambukrypare (Clibanornis dendrocolaptoides) är en fågel i familjen ugnfåglar inom ordningen tättingar.

## Utseende och läte
Bambukryparen är en kraftig mestadels marklevande ugnfågel med en kroppslängd på 21,5 cm. Ovansidan är rostbrun, färgstarkast på hjässan och den långa stjärten. Bakom ögat syns ett beigegrått ögonstreck. Strupen är smutsvit kantad med en rad av svarta fläckar. Resten av undersidan är grå, på flankerna och undersidan av stjärten mer brunaktig. Lätet består av en serie högljudda och hårda abrupta "chek".

## Utbredning och systematik
Fågeln förekommer i östra Paraguay, sydöstra Brasilien och nordöstra Argentina. Tidigare placerades den som ensam art i Clibanornis, men DNA-studier visar att två arter vardera i Automolus och Hylocryptus står nära bambukryparen och har därmed gjort den sällskap i släktet.

## Status och hot
Arten har ett stort utbredningsområde, men tros minska i antal, dock inte tillräckligt kraftigt för att den ska betraktas som hotad. Internationella naturvårdsunionen IUCN listar arten som livskraftig (LC). Beståndet uppskattas till i storleksordningen 50 000 till en halv miljon vuxna individer.